# Stanislava Jakševičiūtė-Venclauskienė

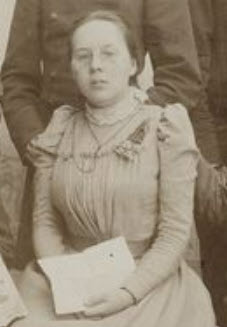
Stanislava Jakševičiūtė-Venclauskienė (1899).

Stanislava Jakševičiūtė-Venclauskienė (9. Juli 1874 in Šiauliai – 16. Januar 1958 in Waterbury, Connecticut) war eine litauische Schauspielerin und Regisseurin. Als Pflegemutter hat sie mehr als hundert Waisenkinder und obdachlose Kinder aufgezogen. Sie rettete auch, unterstützt von ihren Töchtern, einige jüdische Männer, Frauen und Kinder während der Shoah.
1995 wurden sie und ihre beiden Töchter von Yad Vashem als Gerechte unter den Völkern anerkannt.

## Leben
Sie absolvierte das Mädchengymnasium in Riga, trat der nationalen Bewegung bei und studierte Bühnenkunst in Riga und St. Petersburg. 1899 war sie als Regisseurin und Schauspielerin an der Aufführung der litauischen Komödie Amerika pirtyje von Juozas Vilkutaitis-Keturakis in Palanga beteiligt. 1902 heiratete sie den Rechtsanwalt Kazimieras Venclauskis (1880–1940), das Paar hatte zwei Töchter, Gražbylė (1912–2017) und Danutė.
Nach der Hochzeit lebte sie mit ihrem Mann einige Jahre in Riga, wo sie als Grundschullehrerin arbeitete und Theaterstücke für die litauischen Bewohner aufführte. 1908 kehrte sie in ihre Geburtsstadt Šiauliai zurück. Dort trat sie am Russischen Theater Nikolaj Dolzhensk auf. Sie nahm bei sich zu Hause zahlreiche verwaiste Kinder und Jugendliche auf. 1944 verließ sie Litauen, lebte zunächst in Deutschland und emigrierte schließlich in die Vereinigten Staaten.